# فرودگاه الورزا
فرودگاه الورزا (به انگلیسی: Elorza Airport) یک فرودگاه غیرنظامی با کد یاتا EOZ است که یک باند فرود آسفالت دارد و طول باند آن ۱۲۰۰ متر است. این فرودگاه در شهر الورزا کشور ونزوئلا قرار دارد و در ارتفاع ۷۶ متری از سطح دریا واقع شده‌است.